# Johanna Aleida Budde
Johanna Aleida Budde (Deventer, 6 de abril de 1800 - Diepenveen, 13 de agosto de 1852) foi uma pintora e desenhista holandesa.

## Biografia
Johanna Budde era a filha mais velha de uma família rica com quatro filhos. Seu pai era comerciante em Rotterdam e mais tarde intendente militar em Gelderland e Overijssel. Sua mãe era filha de Willem Herman Cost, um proeminente administrador municipal de Deventer. A família mudava-se regularmente. Até 1803 viveu em Deventer, de 1809 a 1813 em Rotterdam e depois em Zutphen. Em 1823, Willem Cost morreu e a mãe de Johanna herdou a casa de campo De Roobrug em Diepenveen. Um ano depois, a família Budde estabeleceu-se ali permanentemente.
Johanna mostrou talento para desenho e pintura e foi ensinada pelo pintor histórico Jan Willem Pieneman. Seu estilo é claramente reconhecível em seu trabalho. Os cadernos de desenho preservados por Budde demonstram atenção aos detalhes e mão de desenho praticada. Budde pintou principalmente retratos e pinturas de gênero, quase sempre retratando familiares ou conhecidos. Ela também fez várias naturezas mortas e paisagens, tanto da área ao redor de De Roobrug quanto de vistas que desenhou em viagens pela Holanda e Alemanha. Uma das melhores obras de Budde é um retrato de família que retrata Albertus Jacob Duymaer van Twist e sua (futura) esposa Maria Johanna Beck, jogando xadrez em uma mesa entre vários membros da família na casa Westervoorde em Olst: as figuras são habilmente pintadas e o rico interior foi retratado com grande atenção.